# Constance Benqué
Constance Benqué, née le 4 juillet 1960 à Boulogne-Billancourt, est une personnalité française du secteur publicitaire et des entreprises de médias.
Depuis fin 2018, elle est notamment présidente de la filiale médias Lagardère News du groupe Lagardère dirigé par Vincent Bolloré,.

## Biographie

### Origines et débuts
Constance Benqué est la fille de Paul Benqué, un homme d'affaires juif originaire d'Algérie, arrivé en France métropolitaine en 1937, et d'une mère hôtesse de l'air,.
Elle obtient un baccalauréat B au cours Fides (Paris). Elle est titulaire d’une maîtrise de droit public (Paris II-Assas) et d’un DESS marketing (IEP Paris). Elle commence sa carrière en 1981, comme assistante parlementaire de François d'Aubert, député de la Mayenne[réf. souhaitée].

### Publicité et marketing
En stage de fin d’études au magazine L'Expansion, elle est engagée comme chef de publicité dans le groupe L’Expansion de 1983 à 1985. En 1985, elle est promue directrice de la publicité de L’Expansion.
Après sept années de développement, elle quitte en 1990 le journal de Jean-Louis Servan-Schreiber pour rejoindre le groupe Prisma presse. Elle est nommée directrice de la publicité chargée du lancement du magazine Capital,.
En 1994, elle intègre Régie Obs, la régie publicitaire du Nouvel Observateur, où elle exerce les fonctions de présidente,.
En 1999, elle rejoint la régie publicitaire des médias audiovisuels du groupe Lagardère,.
En 2007, elle est nommée présidente de Lagardère Publicité et devient membre du directoire de Lagardère Active et de son comité exécutif en 2008. En janvier 2014, elle est parallèlement nommée CEO de l’univers « Féminin Haut de Gamme » de Lagardère Active (Elle, Elle Décoration, Elle à Table, Art & Décoration ; les licences internationales et Lagardère Active Enterprises),.
Début juin 2016, Lagardère Publicité se dote d'un conseil de surveillance et Constance Benqué en prend la présidence, tout en gardant la présidence du pôle féminin haut-de-gamme. Pour redynamiser les ventes de l'hebdomadaire Elle, en août 2017, elle aurait obtenu la première interview de Brigitte Macron[réf. nécessaire], laquelle permet au magazine de réaliser sa meilleure vente depuis dix ans.

### Direction presse et médias
En décembre 2018, elle est nommée présidente du pôle « news » du groupe Lagardère, constitué notamment de Paris Match, Le Journal du dimanche, Elle International, ainsi qu'Europe 1, Virgin Radio et RFM. En juillet 2019, elle devient vice-présidente d'Europe 1, RFM et Virgin radio, succédant à Laurent Guimier. Elle est chargée de proposer une nouvelle grille des programmes afin de faire remonter les audiences de la station,.
En 2024, après qu'Arnaud Lagardère a été temporairement interdit de gérer une entreprise, Constance Benqué est nommée, à titre provisoire et sous décision de Arnaud Lagardère et du conseil d'administration, présidente de Lagardère Commandité SAS et gérante de Lagardère Radio SCA, le pôle radio du groupe, qui détient Europe 1, Europe 2 et RFM.

### Autres fonctions
- Membre du Siècle[réf. souhaitée]
- Membre de Lagardère Paris Racing[réf. souhaitée]
- Présidente du Syndicat indépendant des régies de radios privées (SIRRP), 2001-2003 puis 2007-2009[16],[17]
- Administrateur de la Fondation Air France depuis 2007[réf. souhaitée]
- Administrateur de Voyageurs du Monde depuis juin 2009[réf. souhaitée]
- Présidente du SEPM Marketing & Publicité de avril 2013[18],[19]à 2015[réf. souhaitée]
- Membre indépendant du conseil d'administration de Marie Brizard[20]

## Controverses
En septembre 2020, il lui est reproché, de vouloir placer à la tête du service politique d'Europe 1 Louis de Raguenel, ancien rédacteur en chef de Valeurs actuelles, quelques semaines après l'affaire de la publication des caricatures de Danièle Obono. Le journaliste sera nommé adjoint du service politique de la station. Elle entérine les départs de plusieurs animateurs vedette (Matthieu Belliard, Pascale Clark, Anne Roumanoff, Julian Bugier, etc.), ainsi qu'une quarantaine de salariés, sur fond de rapprochement avec la chaîne d’informations CNews, ce qui suscite l'inquiétude des journalistes quant à la possible transformation de la station en un média d'opinion, positionné à droite, voire à l’extrême droite, du spectre politique.
En juin 2021, les salariés de la radio, dénonçant « un management autoritaire », se mettent en grève pour protester contre la mise à pied d’un journaliste, à la suite de son altercation avec un membre des ressources humaines qui enregistrait une réunion des salariés sans leur autorisation. Le lendemain, le CSA lui adresse une mise en garde concernant la station de radio et sa maison mère Lagardère, rappelant que l’entreprise, dans son processus de transformation, reste soumise à une série d’obligations légales inscrites dans la loi sur l’audiovisuel de 1986 et dans plusieurs conventions conclues avec le CSA.
En juin 2023, il lui est à nouveau reproché l'arrivée d'un ancien directeur de la rédaction de Valeurs actuelles, en l'occurrence Geoffroy Lejeune, au JDD, journal détenu par Lagardère News. Cette annonce entraîne une grève des salariés.

## Distinctions
- Chevalier dans l’ordre national du Mérite (juillet 2002)[27]
- Chevalier de l'ordre national de la Légion d'honneur (janvier 2012)

## Vie privée
Constance Benqué est mère de deux filles.